# Brian Ortega
Brian Martin Ortega (Los Angeles, 21 febbraio 1991) è un lottatore di arti marziali miste statunitense di origini messicane.
Combatte nella divisione dei pesi piuma per la promozione statunitense UFC, dove è stato un contendente al titolo nel 2018 e nel 2021.

## Biografia
Nato a Los Angeles, in California, ha origini messicane. Iniziò ad allenarsi nelle arti marziali a soli 5 anni, per poi a 13 anni iniziare ad allenarsi in particolar modo nel jiu jitsu brasiliano.

## Carriera nelle arti marziali miste

### Ultimate Fighting Championship
Con un record di 8-0, Ortega sigla un contratto con la UFC nell'aprile 2014: avrebbe dovuto debuttare contro Diego Brandão il 31 maggio 2014 a The Ultimate Fighter: Brazil 3. Tuttavia, il brasiliano si ritirò dalla sfida alcuni giorni prima dell'evento e la promozione non riuscì a trovare in tempo un suo sostituto, causando l'annullamento del match.
Fece il suo debutto per la UFC il 26 luglio all'evento UFC on Fox 12 contro Mike De La Torre. Benché Ortega avesse originariamente vinto via sottomissione al primo round, il risultato dell'incontro fu cambiato in "No Contest" dopo che egli fu trovato positivo al drostanolone. Ortega fu quindi multato 2.500 dollari e sospeso per un periodo di nove mesi.
Dopo una lunga pausa, Ortega combatté Thiago Tavares il 6 giugno 2015 a UFC Fight Night 68. Vinse il combattuto match per KO tecnico al terzo round, ricevendo il premio Fight of the Night.
Ortega affrontò finalmente Diego Brandão il 2 gennaio 2016 a UFC 195. Dopo essere stato messo in difficoltà dalla maggiore abilità del nemico nella fase in piedi, Ortega rimontò nell'ultimo round sottomettendo il rivale alla terza ripresa.
Il 4 giugno affrontò il veterano Clay Guida in occasione dell'evento UFC 199: dopo essersi trovato in difficoltà nei primi due round, Ortega andò a segno nella terza ripresa con una ginocchiata in pieno volto a soli 20 secondi dalla fine dell'incontro, vincendo quindi per KO tecnico.
Tra il 2017 e il 2018 mette insieme altre tre importanti finalizzazioni contro Renato Carneiro, l'esperto Cub Swanson e l'ex campione dei pesi leggeri UFC Frankie Edgar, portando il suo record sul 14-0. Viene così scelto come contendente al titolo di Max Holloway e l'incontro tra i due si tiene l'8 dicembre a UFC 231. Ortega viene tuttavia battuto per KO tecnico (stop medico) alla quarta ripresa, ottenendo il premio Fight of the Night.
Dopo avere sconfitto Jung Chan-sung il 18 ottobre 2020 per decisione unanime, affronta per il titolo dei pesi piuma il campione Alexander Volkanovski, perdendo dopo tutti e cinque i round per decisione unanime. Quest'ultimo incontro gli vale però il premio di Fight of the Night.

## Risultati nelle arti marziali miste
| Risultato  | Record   | Avversario            | Metodo                              | Evento                                    | Data              | Round | Tempo | Luogo                      | Note |
| ---------- | -------- | --------------------- | ----------------------------------- | ----------------------------------------- | ----------------- | ----- | ----- | -------------------------- | --- |
| Sconfitta  | 16-4 (1) | Diego Lopes           | Decisione (Unanime)                 | UFC 306                                   | 14 settembre 2024 | 3     | 5:00  | Las Vegas, Stati Uniti     | |
| Vittoria   | 16-3 (1) | Yair Rodríguez        | Sottomissione (arm-triangle choke)  | UFC Fight Night: Moreno vs. Royval 2      | 21 febbraio 2024  | 3     | 0:58  | Città del Messico, Messico | Performance of the Night |
| Sconfitta  | 15-3 (1) | Yair Rodríguez        | KO tecnico (infortunio alla spalla) | UFC on ABC: Ortega vs. Rodríguez          | 16 luglio 2022    | 1     | 4:11  | New York, Stati Uniti      | |
| Sconfitta  | 15-2 (1) | Alexander Volkanovski | Decisione (unanime)                 | UFC 266: Volkanovski vs. Ortega           | 25 settembre 2021 | 5     | 5:00  | Las Vegas, Stati Uniti     | Per il titolo dei pesi piuma UFC, Fight Of The Night                                                                                              |
| Vittoria   | 15-1 (1) | Jung Chan-sung        | Decisione (unanime)                 | UFC Fight Night: Ortega vs. Korean Zombie | 18 ottobre 2020   | 5     | 5:00  | Abu Dhabi, Emirati Arabi   | |
| Sconfitta  | 14-1 (1) | Max Holloway          | KO tecnico (stop medico)            | UFC 231: Holloway vs. Ortega              | 8 dicembre 2018   | 4     | 5:00  | Toronto, Canada            | Per il titolo dei pesi piuma UFC, Fight of the Night                                                                                              |
| Vittoria   | 14-0 (1) | Frankie Edgar         | KO (pugni)                          | UFC 222: Cyborg vs. Kunitskaya            | 3 marzo 2018      | 1     | 4:44  | Las Vegas, Nevada          | Performance of the Night |
| Vittoria   | 13-0 (1) | Cub Swanson           | Sottomissione (ghigliottina)        | UFC Fight Night: Swanson vs. Ortega       | 9 dicembre 2017   | 2     | 3:22  | Fresno, California         | Performance of the Night, Fight of the Night |
| Vittoria   | 12-0 (1) | Renato Carneiro       | Sottomissione (ghigliottina)        | UFC 214                                   | 29 luglio 2017    | 3     | 2:59  | Anaheim, California        | Fight of the Night |
| Vittoria   | 11-0 (1) | Clay Guida            | KO (ginocchiata)                    | UFC 199                                   | 4 Giugno 2016     | 3     | 4:40  | Inglewood, California      | |
| Vittoria   | 10-0 (1) | Diego Brandão         | Sottomissione (triangolo)           | UFC 195                                   | 2 Gennaio 2016    | 3     | 1:37  | Las Vegas, Nevada          | |
| Vittoria   | 9-0 (1)  | Thiago Tavares        | KO tecnico (pugni)                  | UFC Fight Night: Boetsch vs. Henderson    | 6 giugno 2015     | 3     | 4:10  | New Orleans, Louisiana     | Fight of the Night |
| No Contest | 8-0 (1)  | Mike de la Torre      | No Contest (doping)                 | UFC on Fox: Lawler vs. Brown              | 26 luglio 2014    |       |       | San Jose, California       | Debutto in UFC; la vittoria per sottomissione (rear-naked choke) di Ortega venne convertita in No Contest poiché risultò positivo al drostanolone |
| Vittoria   | 8-0      | Keoni Koch            | Decisione (maggioranza)             | RFA 12 - Ortega vs. Koch                  | 24 gennaio 2014   | 5     | 5:00  | Los Angeles, California    | Vince il titolo dei pesi piuma RFA |
| Vittoria   | 7-0      | Jordan Rinaldi        | Sottomissione (triangolo)           | RFA 9 - Munhoz vs. Curran                 | 16 agosto 2013    | 3     | 2:29  | Pomona, California         | |
| Vittoria   | 6-0      | Thomas Guimond        | Sottomissione (triangolo)           | RITC 20 - Respect In The Cage             | 4 maggio 2013     | 1     | 4:02  | Pomona, California         | Difende il titolo dei pesi piuma RITC |
| Vittoria   | 5-0      | Carlos Garces         | Decisione (unanime)                 | RITC 10 - Respect In The Cage             | 4 maggio 2013     | 5     | 5:00  | Pomona, California         | Vince il titolo dei pesi piuma RITC |
| Vittoria   | 4-0      | Chris Mercado         | Decisione (unanime)                 | RITC 9 - Respect In The Cage              | 15 gennaio 2011   | 3     | 5:00  | Pomona, California         | |
| Vittoria   | 3-0      | Vincent Martinez      | Sottomissione (rear-naked choke)    | RITC 5 - Respect In The Cage              | 24 luglio 2010    | 1     | 1:54  | Los Angeles, California    | |
| Vittoria   | 2-0      | Brady Harrison        | Decisione (unanime)                 | Gladiator Challenge - Bad Behavior        | 27 giugno 2010    | 3     | 3:30  | San Jacinto, California    | |
| Vittoria   | 1-0      | John Sassone          | Sottomissione (triangolo)           | Gladiator Challenge - Maximum Force       | 25 aprile 2010    | 1     | 1:48  | San Jacinto, California    | |

## Filmografia parziale
- The Tax Collector, regia di David Ayer (2020)